# جون كونينغهام (لاعب كريكت)
جون كونينغهام (18 نوفمبر 1854 في نيوزيلندا - 20 أغسطس 1932 في أستراليا) (بالإنجليزية: John Cunningham)‏ هو لاعب كريكت نيوزلندي.

## وصلات خارجية
- جون كونينغهام على موقع إي آس بي آن كريك إنفو (الإنجليزية)